# Neuilly-lès-Dijon
Neuilly-lès-Dijon és un antic municipi francès, situat al departament de la Costa d'Or i a la regió de Borgonya - Franc Comtat. El 28 de febrer de 2019 esdevé un municipi delegat, al si del municipi nou Neuilly-Crimolois. L'any 2007 tenia 1.946 habitants.

## Demografia

### Població
El 2007 la població de fet de Neuilly-lès-Dijon era de 1.946 persones. Hi havia 694 famílies, de les quals 142 eren unipersonals (73 homes vivint sols i 69 dones vivint soles), 199 parelles sense fills, 288 parelles amb fills i 65 famílies monoparentals amb fills.
La població ha evolucionat segons el següent gràfic:
Habitants censats

### Habitatges
El 2007 hi havia 715 habitatges, 701 eren l'habitatge principal de la família, 4 eren segones residències i 10 estaven desocupats. 603 eren cases i 105 eren apartaments. Dels 701 habitatges principals, 525 estaven ocupats pels seus propietaris, 168 estaven llogats i ocupats pels llogaters i 7 estaven cedits a títol gratuït; 14 tenien una cambra, 43 en tenien dues, 54 en tenien tres, 140 en tenien quatre i 450 en tenien cinc o més. 573 habitatges disposaven pel capbaix d'una plaça de pàrquing. A 293 habitatges hi havia un automòbil i a 367 n'hi havia dos o més.

### Piràmide de població
La piràmide de població per edats i sexe el 2009 era:
| Homes | Edats   | Dones |
| ----- | ------- | ----- |
| 0     | 95 o +  | 4     |
| 0     | 90 a 94 | 28    |
| 4     | 85 a 89 | 28    |
| 12    | 80 a 84 | 4     |
| 16    | 75 a 79 | 28    |
| 44    | 70 a 74 | 20    |
| 24    | 65 a 69 | 44    |
| 56    | 60 a 64 | 40    |
| 56    | 55 a 59 | 60    |
| 64    | 50 a 54 | 88    |
| 60    | 45 a 49 | 80    |
| 136   | 40 a 44 | 72    |
| 56    | 35 a 39 | 108   |
| 60    | 30 a 34 | 92    |
| 104   | 25 a 29 | 56    |
| 52    | 20 a 24 | 24    |
| 88    | 15 a 19 | 96    |
| 92    | 10 a 14 | 104   |
| 112   | 5 a 9   | 76    |
| 48    | 0 a 4   | 36    |

## Economia
El 2007 la població en edat de treballar era de 1.284 persones, 898 eren actives i 386 eren inactives. De les 898 persones actives 835 estaven ocupades (436 homes i 399 dones) i 62 estaven aturades (30 homes i 32 dones). De les 386 persones inactives 128 estaven jubilades, 155 estaven estudiant i 103 estaven classificades com a «altres inactius».

### Ingressos
El 2009 a Neuilly-lès-Dijon hi havia 682 unitats fiscals que integraven 1.804 persones, la mediana anual d'ingressos fiscals per persona era de 19.665 €.

### Activitats econòmiques
Dels 56 establiments que hi havia el 2007, 1 era d'una empresa extractiva, 1 d'una empresa alimentària, 1 d'una empresa de fabricació de material elèctric, 2 d'empreses de fabricació d'altres productes industrials, 12 d'empreses de construcció, 12 d'empreses de comerç i reparació d'automòbils, 4 d'empreses de transport, 3 d'empreses d'hostatgeria i restauració, 1 d'una empresa d'informació i comunicació, 2 d'empreses financeres, 2 d'empreses immobiliàries, 5 d'empreses de serveis, 8 d'entitats de l'administració pública i 2 d'empreses classificades com a «altres activitats de serveis».
Dels 15 establiments de servei als particulars que hi havia el 2009, 1 era una oficina de correu, 2 tallers de reparació d'automòbils i de material agrícola, 2 paletes, 2 guixaires pintors, 2 fusteries, 3 lampisteries, 2 electricistes i 1 restaurant.
Dels 2 establiments comercials que hi havia el 2009, 1 era un hipermercat i 1 una botiga de material de revestiment de parets i terra.

## Equipaments sanitaris i escolars
L'únic equipament sanitari que hi havia el 2009 era una farmàcia.
El 2009 hi havia 1 escola maternal i 1 escola elemental.

## Poblacions més properes
El següent diagrama mostra les poblacions més properes.